# جيف هيل (متسلق جبال)
جيف هيل (بالإنجليزية: Geoff Hill)‏ هو متسلق جبال أسترالي، ولد في 1941، وتوفي في 25 أكتوبر 1967.